# Pierre Bonnemains
Pierre Bonnemains (Tréauville, 13 settembre 1773 – Le Mesnil-Garnier, 9 novembre 1850) è stato un generale e politico francese.

## Biografia

### Dalla Rivoluzione all'Impero
Educato al collegio di Valognes, entrò in servizio nel 1792 come aiutante maggiore di un battaglione delle guardie nazionali del dipartimento della Manica. Il 20 maggio 1793 divenne sottotenente del 12° dragoni della Manica e nel 1797 fu capitano aiutante di campo del generale Tilly. Servì in diverse campagne con gli eserciti del Nord e Sambre et Meuse. Nominato capo squadriglia sul campo di battaglia il 21 aprile 1800, poi maggiore della 16° reggimento di cacciatori di cavalli il 28 ottobre 1803 e colonnello del 5° cacciatori il 20 settembre 1806, prestò servizio nelle campagne del 1806 e 1807 nella Grande Armée. Si distinse a Schleiz, Jena, Lubecca e Friedland. Fu nominato barone dell'Impero il 20 settembre 1806.

Stemma della famiglia Bonnemains

Divenuto ufficiale della Legion d'Onore il 14 maggio 1807, Bonnemains sposò la figlia del generale Tilly l'anno seguente. Poco dopo si recò in Spagna, dove si distinse a Burgos, Trujillo, Medellín e a Talavera nel 1809, così come ad Algeciras nel 1812. Promosso a generale di brigata il 6 agosto 1811, rimase in Spagna fino all'inizio del 1813, poi passò in Italia e sotto il principe Eugenio de Beauharnais, assieme al quale prese parte le campagne del 1813 in Sassonia e Italia. Comandò talvolta l'avanguardia e si distinse nelle batttaglie Caldiero e Villafranca. Dopo la battaglia del Mincio, alla quale prese parte guidando l'avanguardia, fu proposto per il grado di luogotenente generale. All'epoca era già stato nominato Commendatore della Legion d'Onore e Cavaliere della Corona Ferrea.
Il 19 luglio 1814, Bonnemains fu nominato cavaliere di Saint-Louis e durante i Cento Giorni ottenne il comando di una brigata di cavalleria agli ordini del maresciallo Grouchy, dimostrando la propria lealtà alla causa napoleonica sino all'ultimo.

### Al servizio della monarchia
Dopo la battaglia di Waterloo fu nuovamente nominato per il grado di tenente generale, ma questa nomina non fu confermata dal re. Per alcuni anni il generale Bonnemains rimase nell'ombra, ma finì per ricucire i rapporti con i Borbone. Nominato visconte, partecipò alla campagna di Spagna nel 1823 e fu infine nominato luogotenente generale il 22 giugno dello stesso anno. Commendatore di Saint-Louis il mese successivo, poi gentiluomo di camera del re di Francia, divenne anche comandante della Corsica e grande ufficiale della Legione d'Onore.
Si candidò più volte per ottenere il posto da deputato della Manica per la circoscrizione elettorale di Valognes. Venne eletto una prima volta nel 1830 e sconfitto l'anno successivo. Ripresentatosi nel 1837, vinse nuovamente, mantenendo la carica sino al 1845, anno in cui il 14 agosto divenne pari di Francia. Fu sindaco di Mesnil-Garnier dal 1840 al 1850 e consigliere generale dal 1830 al 1848. Inviato in Algeria nel 1839, per riorganizzare la cavalleria, al ritorno da questa missione, nel 1840, fu posto nella riserva prima di essere ammesso in pensione con il grado di generale di divisione il 30 maggio 1848. Il suo nome è inciso nel Pilastro sud dell'Arco di Trionfo a Parigi.

## Famiglia
Fu il padre di Charles-Frédéric de Bonnemains (1814-1885), generale durante la guerra franco-prussiana e che si distinse alla testa della sua cavalleria durante la battaglia di Frœschwiller.